# Pilosocereus piauhyensis
Pilosocereus piauhyensis es una especie de planta fanerógama de la familia Cactaceae.

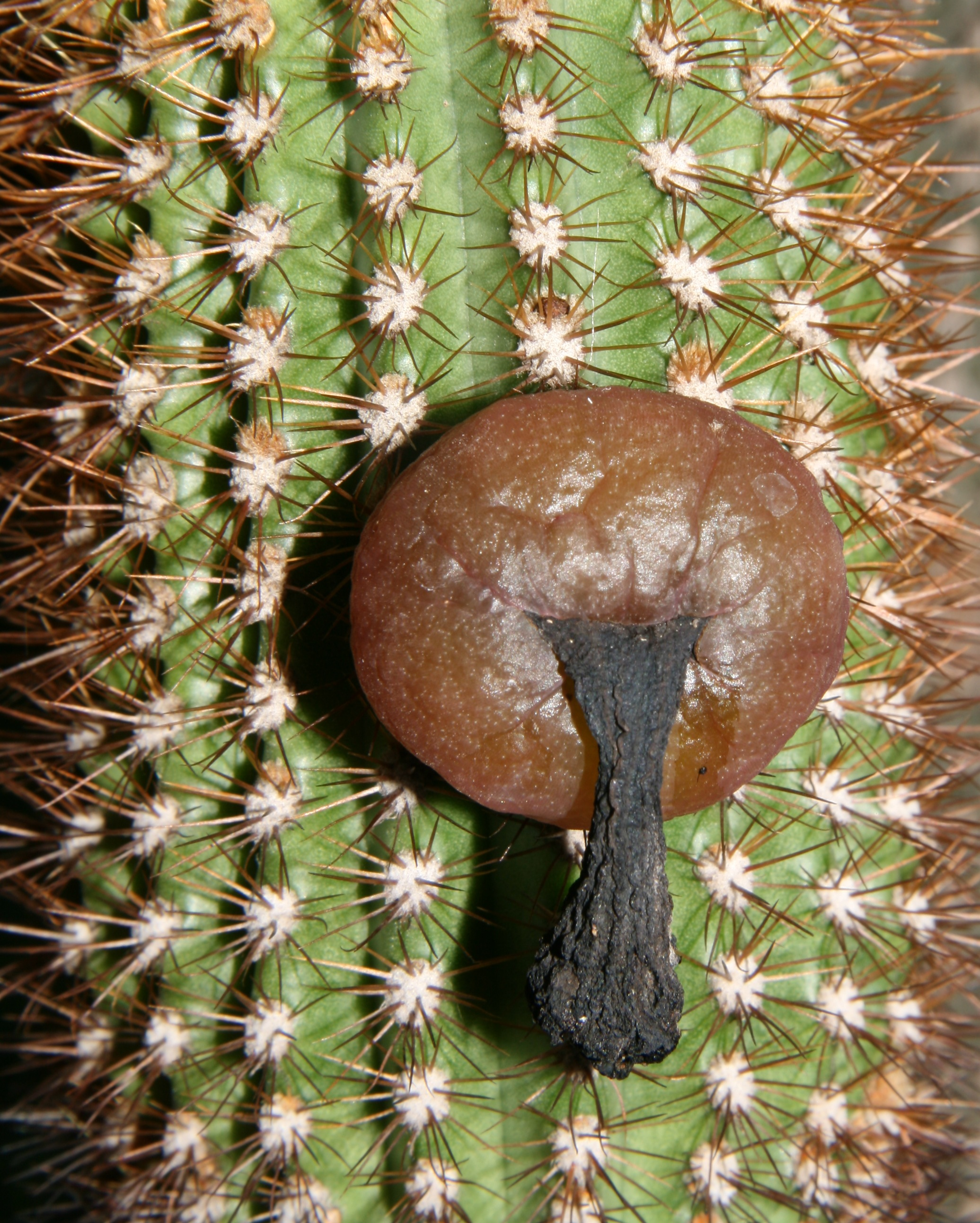
Fruto

## Distribución
Es endémica de Ceará y Rio Grande do Norte en Brasil.  Es una especie rara en la vida silvestre. Esta especie se encuentra en dos áreas protegidas (parque nacional da Serra da Capivara y Área de protección ambiental de Serra da Ibiapaba).

## Descripción
Pilosocereus piauhyensis crece de forma arbustiva, ramificada solamente en la base y alcanza un tamaño de 1.5 a 2.5 metros de altura. Los tallos son brillantes, de color verde oscuro, verticales y leñosos débiles que tienen diámetros de 5 a 7,5 centímetros. Tiene 14 a 21 costillas disponibles. Las espinas son translúcidos y doradas. Las 5-9 espinas centrales están ascendiendo para sobresalir y de 0,5 a 1,5 centímetros de largo. Las 11 a 16 espinas radiales son de 3-8 milímetros de largo. Las areolas están situadas cerca de la punta de crecimiento. De ellas surgen pelo blanco a gris  y cerdas flexibles de color dorado. Las flores de ampliación gradual miden 5.5 a 7.5 centímetros de largo y tienen diámetros de 2-4 centímetros. Los frutos son esféricos deprimidos y alcanzan un diámetro de 3,8 centímetros, están desgarrados por los lados y contienen una pulpa de color magenta.

## Taxonomía
Pilosocereus piauhyensis fue descrita por (Gürke) Byles & G.D.Rowley y publicado en Cactus and Succulent Journal of Great Britain 19(3): 67. 1957.
Etimología
Pilosocereus: nombre genérico que deriva de la  palabra  griega:
pilosus que significa "peludo" y Cereus un género de las cactáceas, en referencia a que es un Cereus peludo.
piauhyensis: epíteto geográfico que alude a su localización en Piauhy.  
Sinonimia
- Cereus piauhyensis
- Cephalocereus piauhyensis
- Pilocereus piauhyensis
- Pseudopilocereus piauhyensis
- Pseudopilocereus mucosiflorus
- Pilosocereus mucosiflorus
- Pilosocereus gaturianensis
- Pseudopilocereus gaturianensis